# Merkegem
Merkegem (officieel: Merckeghem) is een gemeente in de Franse Westhoek, in het Franse Noorderdepartement (Frans: département du Nord). De gemeente ligt in Frans-Vlaanderen, op de grens van de streken het Blootland en het Houtland. Zij grenst aan de gemeenten Loberge, Eringem, Bollezele, Volkerinkhove, Millam en Kapellebroek. De gemeente had op 1 januari 2022 609 inwoners.

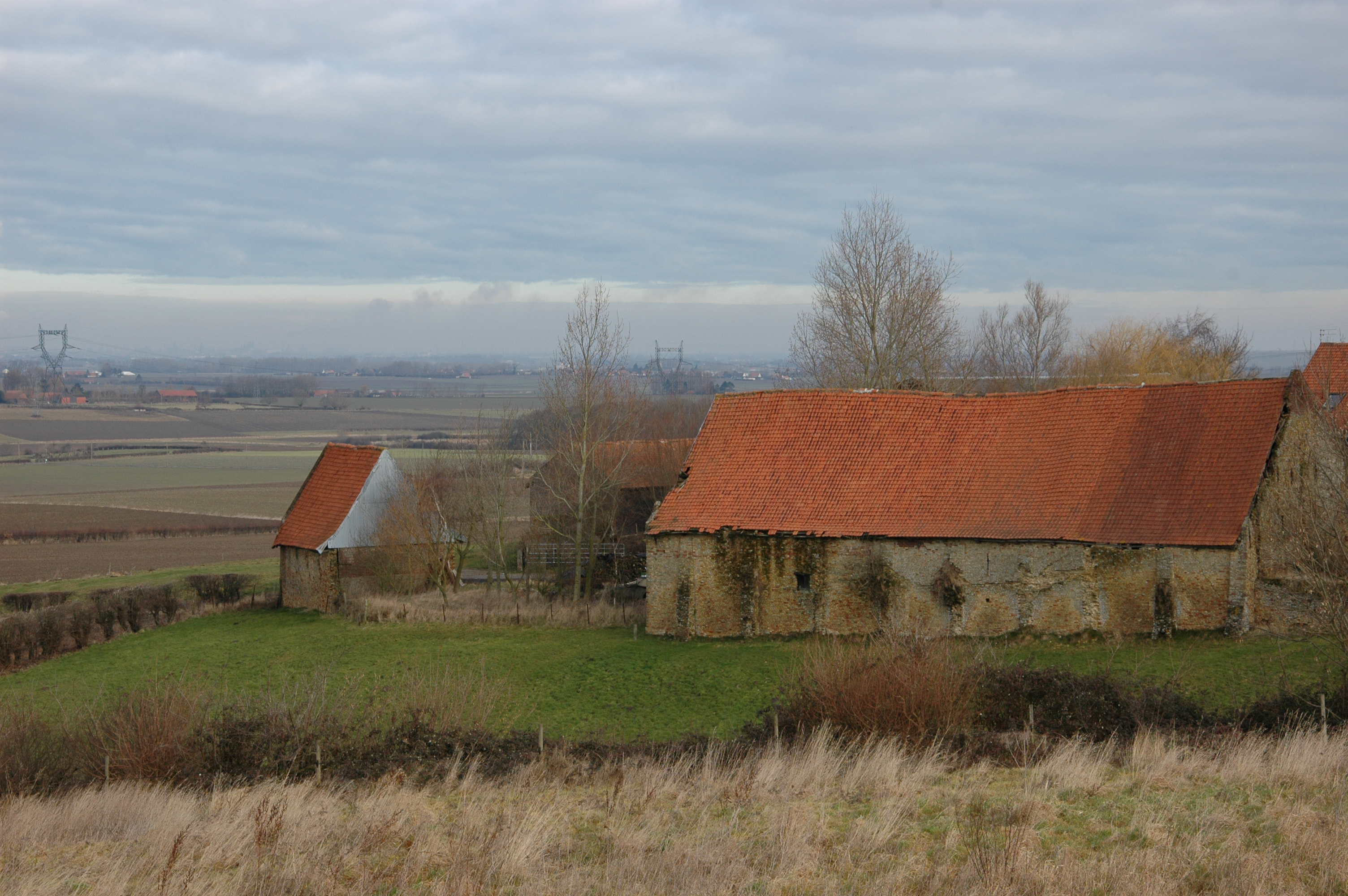
Zicht op Merkegem

## Naam
De naam van de gemeente, die letterlijk "grond van Mark" of "grond van Marko" betekent, komt voor de eerste keer voor in 1085 als Marchinchham. In het cartularium van de Abdij van Broekburg van 1160 is de naam vermeld als Merchinhem.

## Geschiedenis
De Abdij van Ravensberg werd gesticht in 1191-1194, en het was een cisterciënzinnenadbdij die afhankelijk was van de Abdij van Klaarmares. De abdij werd tijdens Franse Revolutie in 1792 opgeheven. De gebouwen werden gesloopt en de inventaris als nationaal goed verkocht.

## Geografie
De oppervlakte van Merkegem bedroeg op 1 januari 2022 10,73 vierkante kilometer; de bevolkingsdichtheid was toen 56,8 inwoners per km².

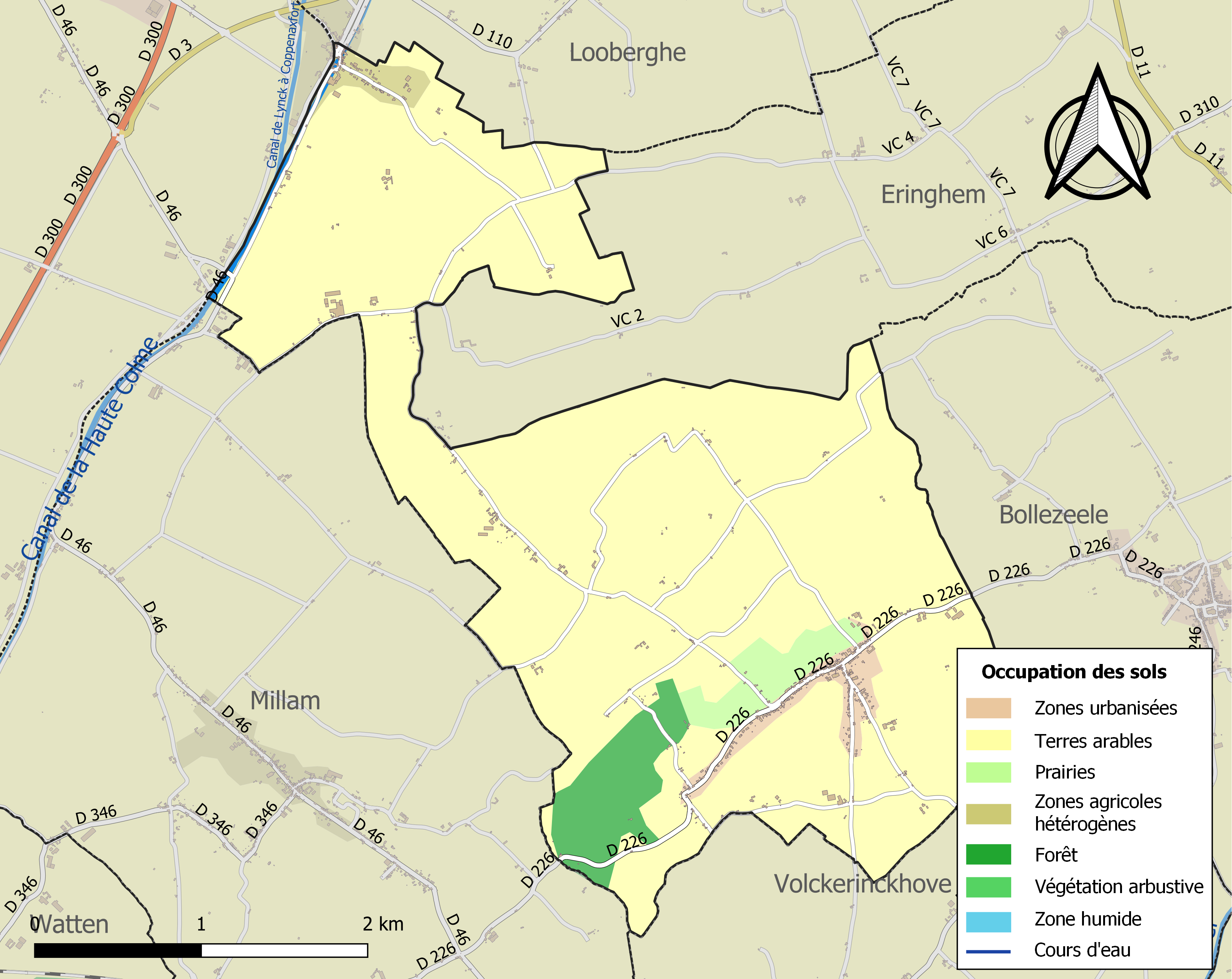
Kaart van de gemeente met belangrijkste infrastructuur, bodemgebruik en omliggende gemeenten

## Bezienswaardigheden
- De Sint-Pieterskerk (Église Saint-Pierre)

## Natuur en landschap
Merkegem ligt in het Houtland. De kom ligt op 38 meter hoogte en ten zuidwesten van Merkegem ligt een heuvel van 61 meter hoogte, de Galgenberg, die in het verlengde ligt van de Watenberg. Ten noorden van Merkegem ligt een vlakte, vroeger gekenmerkt door moerassen, op een hoogte die nauwelijks boven zeeniveau uitkomt.

## Demografie
Onderstaande figuur toont het verloop van het inwonertal (bron: INSEE-tellingen).

## Nabijgelegen kernen
Millam, Volkerinkhove, Bollezele, Lynck
Arneke · Bambeke · Bavinkhove · Bissezele · Bollezele · Broksele · Buisscheure · Ekelsbeke · Eringem · Hardefoort · Herzele · Holke · Hondschote · Hooimille · Houtkerke · Killem · Krochte · Kwaadieper · Lederzele · Ledringem · Merkegem · Millam · Nieuwerleet · Noordpene · Ochtezele · Oostkappel · Oudezele · Rekspoede · Rubroek · Sint-Momelijn · Soks · Steenvoorde · Terdegem · Volkerinkhove · Warrem · Waten · Wemaarskappel · Westkappel · Wilder · Winnezele · Wormhout · Wulverdinge · Zegerskappel · Zermezele · Zuidpene
Armboutskappel · Arneke · Bambeke · Bavinkhove · Belle · Berten · Bieren · Bissezele · Blaringem · Boeschepe · Boezegem · Bollezele · Borre · Bray-Dunes · Broekburg · Broekkerke · Broksele · Buisscheure · Drinkam · Duinkerke · Ebblingem · Eke · Ekelsbeke · Eringem · Gijvelde · Godewaarsvelde · La Gorgue · Grand-Fort-Philippe · Grevelingen · Groot-Sinten · Hardefoort · Haverskerke · Hazebroek · Herzele · Holke · Hondegem · Hondschote · Hooimille · Houtkerke · Kaaster · Kapelle · Kapellebroek · Kassel · Killem · Kraaiwijk · Krochte · Kwaadieper · Lederzele · Ledringem · Leffrinkhoeke · Linde · Loberge · Loon · Meregem · Merkegem · Merris · Meteren · Millam · Moerbeke · Niepkerke · Nieuw-Berkijn · Nieuw-Koudekerke · Nieuwerleet · Noordpene · Ochtezele · Okselare · Oostkappel · Oud-Berkijn · Oudezele · Pitgam · Pradeels · Rekspoede · Rubroek · Ruisscheure · Sint-Janskappel · Sint-Joris · Sint-Mariakappel · Sint-Momelijn · Sint-Pietersbroek · Sint-Silvesterkappel · Sint-Winoksbergen · Soks · Spijker · Stapel · Steenbeke · Steenvoorde · Steenwerk · Stegers · Stene · Strazele · Terdegem · Téteghem-Coudekerque-Village · Tienen · Uksem · Vleteren · Volkerinkhove · Waalskappel · Warrem · Waten · Wemaarskappel · Westkappel · Wilder · Winnezele · Wormhout · Wulverdinge · Zegerskappel · Zerkel · Zermezele · Zoeterstee · Zuidkote · Zuidpene
1. 1 2  Populations de référence 2022.
2. ↑  Ons Erfdeel jaargang 13; 1969-1970. Gearchiveerd op 4 juni 2023.